# Campanar d'Horta
El campanar d'Horta és una torre de rellotge situada en un edifici de la Caixa de Pensions al carrer d'Horta, 65 del barri homònim de Barcelona, catalogat com a bé amb elements d'interès (categoria C).

## Història
El 1845, l'Ajuntament d'Horta ca construir el primer campanar sobre l'antic escorxador, per a què les campanes del rellotge es sentissin fins a Sant Genís dels Agudells, que era el seu nucli religiós originari. Per a sufragar les campanes de bronze, l'Ajuntament va destinar-hi un llegat que dotava a les fadrines d’humil condició que es casaven, amb una unça d’or. Per aquest motiu, se'l coneixia com la Torre de les Noies.
El 13 i 14 del març del 1946, l'Ajuntament de Barcelona el va fer enderrocar perquè amenaçava ruïna. La Caixa de Pensions per a la Vellesa i Estalvis va comprar el solar i el 1949 hi va construir un edifici, obra de l'arquitecte Lluís Sagnier i Nadal, sobre el que va alçar un nou campanar, amb les campanes de l'anterior, donades per l'Ajuntament.

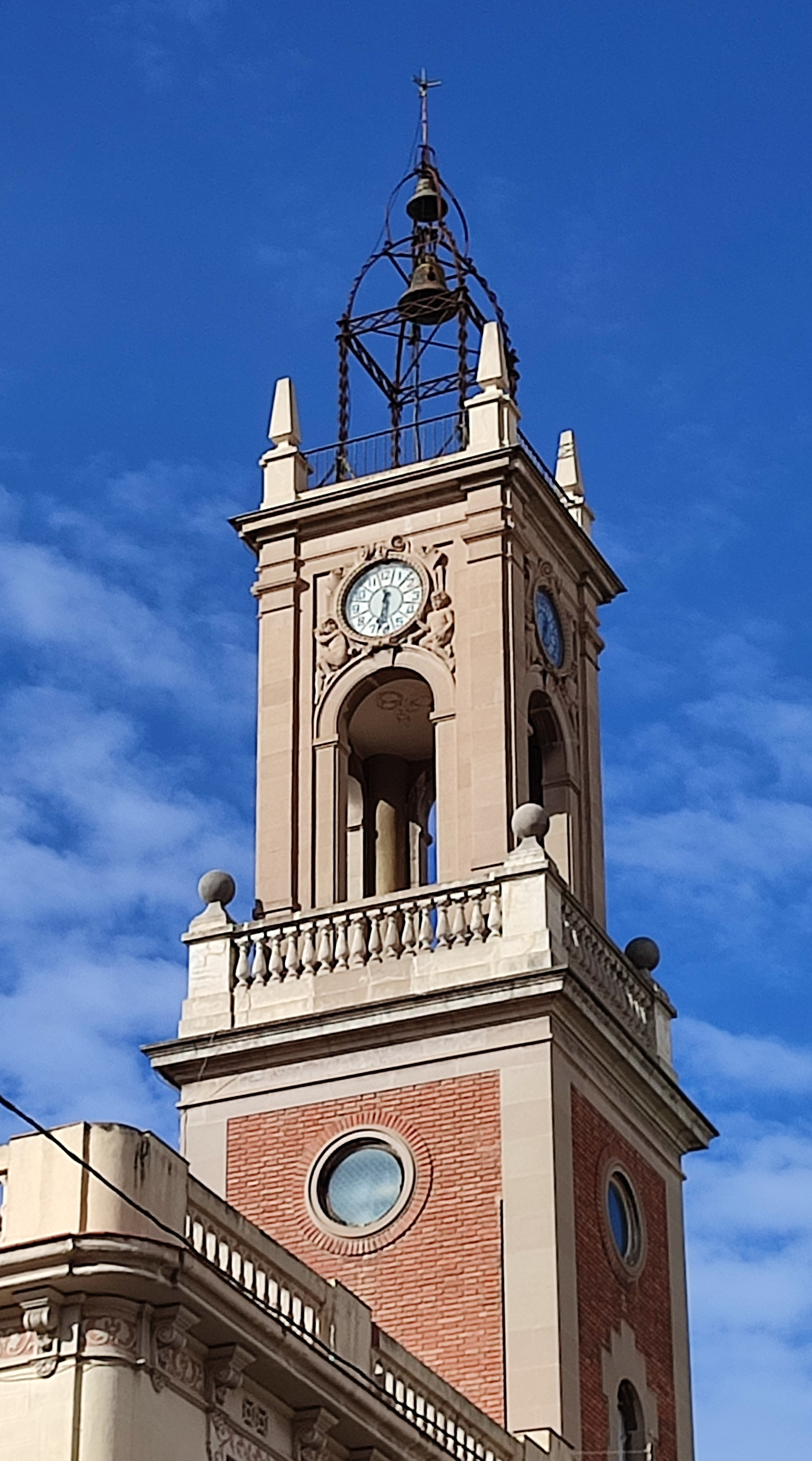
Detall del campanar

## Descripció
La primera torre era octogonal, amb dues campanes de bronze dalt de tot. La més gran donava les hores i la més petita els quarts. Duen una llegenda que diu «A expensas de los Vecinos del Pueblo de Horta». També tenen gravades les imatges de sant Joan i sant Gaudenci copatrons de la localitat. En la campana dels quarts es veu també l'efígie de sis donzelles cobertes amb mantons en honor al sacrifici de les noies casadores.
La torre actual és quadrada, sobre un edifici de 4 plantes, amb l'oficina bancària a la planta baixa, una biblioteca a la primera planta, i habitatges als pisos superiors. El rellotge funciona elèctricament, il·luminat interiorment per poder veure les hores de nit. Les campanes, amb una estructura metàl·lica, situades a la part superior.